# FIBA Americas League 2018
La FIBA Americas League 2018 è stata l'11ª edizione del massimo campionato di pallacanestro tra club americani organizzato dalla FIBA Americas.

## Squadre
|                            | Squadre qualificate      | Squadre promosse dalla fase precedente                                                       |
| -------------------------- | ------------------------ | -------------------------------------------------------------------------------------------- |
| Fase a gironi (16 squadre) | - 16 squadre qualificate |                                                                                              |
| Semifinali (8 squadre)     |                          | - 4 squadre vincitrici di ogni gruppo - 4 squadre seconde qualificate di ogni gruppo         |
| Final Four (4 squadre)     |                          | - 2 squadre vincitrici di ogni semifinale - 2 squadre seconde qualificate di ogni semifinale |

### Squadre partecipanti
| Fase a gironi              | Fase a gironi           | Fase a gironi          | Fase a gironi         |
| -------------------------- | ----------------------- | ---------------------- | --------------------- |
| San Lorenzo (1°)           | Bauru (1°)              | Fuerza Regia (1°)      | Hebraica Macabi (1°)  |
| Regatas Corrientes (2°)    | Paulistano (2°)         | Soles de Mexicali (2°) | San Salvador          |
| Estudiantes Concordia (5°) | Mogi das Cruzes (WC)    | Cap. de Arecibo (2°)   | Guaros de Lara C (1°) |
| Ferro Carril Oeste (WC)    | Correcaminos Colón (1°) | Leones de Ponce (4°)   | Español de Talca (1°) |

Le note tra parentesi indicano la modalità di qualificazione di ogni squadra.
- 1°, 2°, ecc.: Posizioni in campionato prima dei playoff
- C: Campione in carica
- WC: Wild Card

Note
1. 1 2  Note Wild Cards (WC): Due squadre venezuelane hanno avuto problemi finanziari, quindi la FIBA ha invitato Mogi das Cruzes e Ferro Carril Oeste alla competizione.[2]

## Fase a gironi
Sedici team hanno partecipato alla fase a gironi, nella quale ogni squadra ha affrontato una volta sola tutte le altre tre squadre del girone. Tutte le partite sono state giocate nel palazzetto della squadra di casa. Le prime due classificate di ogni girone si sono qualificate alle semifinali. Le partite sono state giocate dal 19 gennaio all'11 febbraio 2018.

### Gruppo A
Località: Monterrey, Messico

| Pos | Squadra            | G | V | P | PF  | PS  | DP  | Pt | Qualificazione              |
| --- | ------------------ | - | - | - | --- | --- | --- | -- | --------------------------- |
| 1   | Ferro Carril Oeste | 3 | 3 | 0 | 265 | 228 | +37 | 6  | Qualificate alle semifinali |
| 2   | Fuerza Regia (H)   | 3 | 2 | 1 | 236 | 236 | 0   | 5  | Qualificate alle semifinali |
| 3   | Soles de Mexicali  | 3 | 1 | 2 | 265 | 259 | +6  | 4  |                             |
| 4   | Cap. de Arecibo    | 3 | 0 | 3 | 241 | 284 | −43 | 3  |                             |

### Gruppo B
Località: Talca, Cile

| Pos | Squadra              | G | V | P | PF  | PS  | DP   | Pt | Qualificazione              |
| --- | -------------------- | - | - | - | --- | --- | ---- | -- | --------------------------- |
| 1   | San Lorenzo          | 3 | 3 | 0 | 304 | 229 | +75  | 6  | Qualificate alle semifinali |
| 2   | Mogi das Cruzes      | 3 | 2 | 1 | 288 | 256 | +32  | 5  | Qualificate alle semifinali |
| 3   | Paulistano           | 3 | 1 | 2 | 262 | 256 | +6   | 4  |                             |
| 4   | Español de Talca (H) | 3 | 0 | 3 | 202 | 315 | −113 | 3  |                             |

### Gruppo C
Località: Corrientes, Argentina

| Pos | Squadra                | G | V | P | PF  | PS  | DP  | Pt | Qualificazione              |
| --- | ---------------------- | - | - | - | --- | --- | --- | -- | --------------------------- |
| 1   | Regatas Corrientes (H) | 3 | 3 | 0 | 258 | 211 | +47 | 6  | Qualificate alle semifinali |
| 2   | Est. Concordia         | 3 | 2 | 1 | 214 | 200 | +14 | 5  | Qualificate alle semifinali |
| 3   | Leones de Ponce        | 3 | 1 | 2 | 228 | 240 | −12 | 4  |                             |
| 4   | Hebraica Macabi        | 3 | 0 | 3 | 196 | 245 | −49 | 3  |                             |

### Gruppo D
Venue: Bauru, Brasile

| Pos | Squadra         | G | V | P | PF  | PS  | DP  | Pt | Qualificazione              |
| --- | --------------- | - | - | - | --- | --- | --- | -- | --------------------------- |
| 1   | Guaros de Lara  | 3 | 3 | 0 | 275 | 231 | +44 | 6  | Qualificate alle semifinali |
| 2   | Bauru (H)       | 3 | 2 | 1 | 245 | 210 | +35 | 5  | Qualificate alle semifinali |
| 3   | Correcam. Colon | 3 | 1 | 2 | 199 | 236 | −37 | 4  |                             |
| 4   | San Salvador    | 3 | 0 | 3 | 214 | 256 | −42 | 3  |                             |

## Semifinali
Le otto squadre che si sono qualificate dalla fase a gironi, si affrontano una sola volta contro gli altri tre team del gruppo. Le prime due classificate, raggiungono le Final Four. Le partite sono state giocate dal 2 all'11 marzo 2018.

### Gruppo E
Venue: Buenos Aires, Argentina

| Pos | Squadra            | G | V | P | PF  | PS  | DP  | Pt | Qualificazione              |
| --- | ------------------ | - | - | - | --- | --- | --- | -- | --------------------------- |
| 1   | San Lorenzo (H)    | 3 | 3 | 0 | 224 | 188 | +36 | 6  | Qualificate alle Final Four |
| 2   | Mogi das Cruzes    | 3 | 2 | 1 | 213 | 205 | +8  | 5  | Qualificate alle Final Four |
| 3   | Ferro Carril Oeste | 3 | 1 | 2 | 213 | 217 | −4  | 4  |                             |
| 4   | Fuerza Regia       | 3 | 0 | 3 | 198 | 238 | −40 | 3  |                             |

### Gruppo F
Venue: Corrientes, Argentina

| Pos | Squadra                | G | V | P | PF  | PS  | DP  | Pt | Qualificazione              |
| --- | ---------------------- | - | - | - | --- | --- | --- | -- | --------------------------- |
| 1   | Regatas Corrientes (H) | 3 | 2 | 1 | 251 | 224 | +27 | 5  | Qualificate alle Final Four |
| 2   | Est. Concordia         | 3 | 2 | 1 | 232 | 252 | −20 | 5  | Qualificate alle Final Four |
| 3   | Bauru                  | 3 | 1 | 2 | 253 | 262 | −9  | 4  |                             |
| 4   | Guaros de Lara         | 3 | 1 | 2 | 229 | 227 | +2  | 4  |                             |

## Final Four
Le Final Four si sono svolte il 24 ed il 25 marzo 2018 al Polideportivo Roberto Pando di Buenos Aires, in Argentina.

### Tabellone
|  | Semifinali         | Semifinali         | Semifinali      |                 |             | Finale             | Finale             | Finale          |  |
|  |                    |                    |                 |                 |             |                    |                    |                 |  |
|  | San Lorenzo        | San Lorenzo        | 101             |                 |             |                    |                    |                 |  |
|  | San Lorenzo        | San Lorenzo        | 101             |                 |             |                    |                    |                 |  |
|  | Est. Concordia     | Est. Concordia     | 71              |                 |             |                    |                    |                 |  |
|  | Est. Concordia     | Est. Concordia     | 71              |                 | San Lorenzo | San Lorenzo        | 79                 |                 |  |
|  |                    |                    |                 |                 | San Lorenzo | San Lorenzo        | 79                 |                 |  |
|  |                    |                    | Mogi das Cruzes | Mogi das Cruzes | 71          |                    |                    |                 |  |
|  | Mogi das Cruzes    | Mogi das Cruzes    | Mogi das Cruzes | Mogi das Cruzes | 71          | 78                 |                    |                 |  |
|  | Mogi das Cruzes    | Mogi das Cruzes    |                 |                 |             | 78                 |                    |                 |  |
|  | Regatas Corrientes | Regatas Corrientes | 66              |                 |             | Finale 3º posto    | Finale 3º posto    | Finale 3º posto |  |
|  | Regatas Corrientes | Regatas Corrientes | 66              |                 |             |                    |                    |                 |  |
|  |                    |                    |                 |                 |             |                    |                    |                 |  |
|  |                    |                    |                 |                 |             | Est. Concordia     | Est. Concordia     | 59              |  |
|  |                    |                    |                 |                 |             | Est. Concordia     | Est. Concordia     | 59              |  |
|  |                    |                    |                 |                 |             | Regatas Corrientes | Regatas Corrientes | 60              |  |

### Semifinali

#### Mogi das Cruzes - Regatas Corrientes
| Arbitri: | Jorge Vázquez Alejandro Sanchez Varela Julio Anaya |

|                                         |            |                                           |
| Stallworth 19 Curnell 18 de Oliveira 14 | Punti      | 17 Thomas 14 Troutman, Vidal 11 Quinteros |
| Taylor 9                                | Assist     | 8 Vidal                                   |
| Curnell 11                              | Rimbalzi   | 7 Troutman                                |
| Jorge Guerra                            | Allenatori | Gabriel Piccato                           |

#### San Lorenzo - Estudiantes Concordia
| Arbitri: | Roberto Vázquez Leandro Lezcano Andres Bartel |

|                                  |            |                              |
| Deck 30 Tucker 14 Safar 12       | Punti      | 16 Smith 14 Doblas 11 Rivero |
| Aguirre 7                        | Assist     | 4 Smith                      |
| Aguirre, Calfani, Deck, Justiz 7 | Rimbalzi   | 6 Doblas, Uranga             |
| Gonzalo García                   | Allenatori | Lucas Victoriano             |

### Finali

#### Finale 3º/4º posto
| Arbitri: | Leandro Lezcano Andres Bartel Julio Anaya |

|                               |            |                                |
| Smith 16 Orresta 12 Doblas 10 | Punti      | 18 Harris 11 Arengo 10 Martina |
| Tucker 4                      | Assist     | 7 Arengo                       |
| Smith 11                      | Rimbalzi   | 11 Saiz                        |
| Lucas Victoriano              | Allenatori | Gabriel Piccato                |

#### Finale
| Arbitri: | Jorge Vázquez Roberto Vázquez Alejandro Sanchez Varela |

|                                    |            |                                        |
| Deck 22 Tucker 15 Aguirre, Mata 11 | Punti      | 22 Curnell 20 Taylor 10 J. de Oliveira |
| Aguirre 9                          | Assist     | 5 Taylor                               |
| Deck 10                            | Rimbalzi   | 5 Curnell, Taylor                      |
| Gonzalo García                     | Allenatori | Jorge Guerra                           |

| Quintetto titolare | Quintetto titolare | Quintetto titolare | Pt   | Rim  | Ass  |
| ------------------ | ------------------ | ------------------ | ---- | ---- | ---- |
| P                  | 7                  | Nicolás Aguirre    | 11   | 9    | 9    |
| AP                 | 2                  | Dar Tucker         | 15   | 4    | 0    |
| AP                 | 6                  | Marcos Mata        | 11   | 8    | 3    |
| A                  | 14                 | Gabriel Deck       | 22   | 10   | 2    |
| C                  | 00                 | Javier Justiz      | 8    | 5    | 1    |
| Panchina:          |                    |                    |      |      |      |
| P                  | 11                 | José Vildoza       | 0    | 1    | 2    |
| AG                 | 13                 | Leandro Cerminato  | n.e. | n.e. | n.e. |
| AP                 | 15                 | Selem Safar        | 8    | 0    | 0    |
| AG                 | 21                 | Mathías Calfani    | 4    | 2    | 0    |
| GA                 | 24                 | Lisandro Fernández | n.e. | n.e. | n.e. |
| C                  | 31                 | Gani Lawal         | n.e. | n.e. | n.e. |
| C                  | 50                 | Joel Anthony       | 0    | 2    | 0    |
| Allenatore:        |                    |                    |      |      |      |
| Gonzalo García     |                    |                    |      |      |      |

| San Lorenzo |  | Mogi das Cruzes |

| San Lorenzo   | Statistiche        | Mogi das Cruzes |
| ------------- | ------------------ | --------------- |
|               | Statistiche        |                 |
| 23/44 (52.3%) | Tiro da 2          | 17/32 (53.1%)   |
| 5/21 (23.8%)  | Tiro da 3          | 9/33 (27.3%)    |
| 18/21 (85.7%) | Tiri liberi        | 10/16 (62.5%)   |
| 13            | Rimbalzi offensivi | 9               |
| 31            | Rimbalzi difensivi | 25              |
| 44            | Rimbalzi totali    | 34              |
| 17            | Assist             | 10              |
| 10            | Palle perse        | 11              |
| 5             | Palle rubate       | 6               |
| 2             | Stoppate           | 0               |
| 15            | Falli              | 21              |

| Quintetto titolare | Quintetto titolare | Quintetto titolare         | Pt   | Rim  | Ass  |
| ------------------ | ------------------ | -------------------------- | ---- | ---- | ---- |
| P                  | 4                  | Larry Taylor               | 20   | 5    | 5    |
| GA                 | 24                 | Shamell Stallworth         | 8    | 3    | 2    |
| A                  | 18                 | Jimmy de Oliveira          | 10   | 5    | 0    |
| AG                 | 0                  | Tyrone Curnell             | 22   | 5    | 2    |
| C                  | 13                 | Caio Torres                | 0    | 2    | 0    |
| Panchina:          |                    |                            |      |      |      |
| G                  | 2                  | Patrick Luis de Ana Vieira | n.e. | n.e. | n.e. |
| P                  | 9                  | Vithor Lersch da Silva     | 0    | 0    | 1    |
| AG                 | 10                 | Fabricio de Oliveira       | 2    | 2    | 0    |
| AP                 | 11                 | Guilherme Filipin          | 8    | 2    | 3    |
| C                  | 12                 | Wesley Alves da Silva      | 1    | 1    | 0    |
| Allenatore:        |                    |                            |      |      |      |
| Jorge Guerra       |                    |                            |      |      |      |

## Statistiche

### Statistiche individuali
| Categoria      | Giocatore         | Squadra         | Media | Partite | Totale |
| -------------- | ----------------- | --------------- | ----- | ------- | ------ |
| Punti          | Gabriel Deck      | San Lorenzo     | 19.1  | 8       | 153    |
| Rimbalzi       | Tyrone Curnell    | Mogi das Cruzes | 8.1   | 8       | 65     |
| Assist         | Nicolás Aguirre   | San Lorenzo     | 7.5   | 8       | 60     |
| Stoppate       | Javier Justiz     | San Lorenzo     | 1.0   | 8       | 8      |
| Palle rubate   | Clay Tucker       | Est. Concordia  | 1.8   | 8       | 14     |
| % dal campo    | Néstor Colmenares | Guaros de Lara  | 65.8% | 6       | 25/38  |
| % tiro da 3    | Kendall Anthony   | Bauru           | 69.2% | 6       | 9/13   |
| % tiri liberi  | Kendall Anthony   | Bauru           | 92.6% | 6       | 25/27  |
| Triple segnate | Clay Tucker       | Est. Concordia  | 2.9   | 8       | 23     |

Fonte: (EN) Players Statistics, in FIBA.

### Statistiche di squadra
| Categoria      | Squadra            | Media | Partite | Totale  |
| -------------- | ------------------ | ----- | ------- | ------- |
| Punti          | San Lorenzo        | 88.5  | 8       | 708     |
| Rimbalzi       | San Lorenzo        | 43.1  | 8       | 345     |
| Assist         | San Lorenzo        | 21.3  | 8       | 170     |
| Stoppate       | San Lorenzo        | 3.9   | 8       | 31      |
| Palle rubate   | San Lorenzo        | 7.9   | 8       | 63      |
| % dal campo    | Ferro Carril Oeste | 49.6% | 6       | 171/345 |
| % tiro da 3    | Bauru              | 43.5% | 6       | 60/138  |
| % tiri liberi  | Bauru              | 77.2% | 8       | 88/114  |
| Triple segnate | Bauru              | 23.0  | 6       | 60      |

Fonte: (EN) Team Statistics, in FIBA.